# Caso Coimas
El Caso Coimas es el nombre con que se conoce un caso de cohecho ocurrido durante el gobierno del presidente chileno Ricardo Lagos, que incluyó a diputados y otras autoridades cercanas al Gobierno, y que dio pie a las posteriores investigaciones del caso de malversación de fondos fiscales conocido como MOP-GATE.

## Antecedentes
En octubre de 2002, el empresario Carlos Filippi denunció que el primer semestre de ese año debió pagar 15 millones de pesos al por entonces Subsecretario de Transportes, Patricio Tombolini (PRSD), para que se aprobara la operación de una planta de revisión técnica en la ciudad de Rancagua. Las gestiones de la petición del pago fueron realizadas por el diputado y ex-ministro de la Secretaría General de Gobierno de Eduardo Frei, Víctor Manuel Rebolledo (PPD), y el cobro lo realizó Eric Leyton, exjefe de finanzas del Servicio Nacional de Capacitación y Empleo (SENCE), a través de un vale vista, que a su vez entregó a Alejandro Chaparro, jefe de gabinete del exMinistro de Transporte y Obras Públicas (MOP) Carlos Cruz. Otros implicados como coautores en el pago fueron los empresarios Gabriel Álamo e Iván Sánchez.

### La arista caso Denham
El empresario Alejandro Denham, por su parte, posteriormente denunció que los diputados DC Cristián Pareto y Jaime Jiménez le habían pedido 20 millones de pesos a cambio de facilitar los trámites para una concesión análoga. Este caso, conocido como Caso Denham, fue tratado como una arista del Caso Coimas.

## Investigaciones del caso
El caso fue asumido por el ministro de la Corte de Apelaciones de Rancagua, el juez Carlos Aránguiz, a fines de 2002, quien luego de un año y ocho meses de investigaciones decretó un fallo documentado en más de 200 páginas, que incluyó a 35 procesos y la condenación de 9 procesados.
Ximena Castillo Mullor, presidenta de la Asociación de Funcionarios del Ministerio de Transportes y Telecomunicaciones, declaró en el proceso que Tombolini en dos oportunidades obvió las críticas que la Asociación de Funcionarios le hizo con respecto a contratos a honorarios de funcionarios que no realizaban los trabajos para los cuales habían sido contratados en dicha repartición, además de haber recibido a través de un tercero un convenio por $300 mil pesos (que no firmó) a cambio de acallar sus denuncias; convenio que Castillo presumió que podría provenir de parte de Tombolini. Además declaró que posteriormente, al correo de la Asociación llegó un correo anónimo acusando a Ximena injustamente, y presentando como prueba una copia de este contrato a honorarios. Dichas declaraciones fueron ratificadas por el dirigente de la Asociación de Funcionarios, Miguel Ángel Cerda Schuster.
Debido a esta sentencia, Tombolini se refirió al juez Aránguiz como «tipo abusador».

## Consecuencias
Tombolini había renunciado en junio de 2002 a su cargo de Subsecretario Ministerial del Gobierno de Ricardo Lagos, para asumir el 25 de octubre como Presidente de su partido, el PRSD, renunciando producto del caso Coimas también a este cargo el 7 de enero de 2003. El sucesor de Tombolini en la subsecretaria ministerial fue Guillermo Díaz Silva (DC), quien sería más tarde procesado por fraude al fisco en las aristas del caso MOP-GATE.
Finalmente hubo 8 condenados, pues Eric Leyton, quien era acusado como «encubridor de cohecho», fue finalmente absuelto. Las condenas fueron las siguientes:
| # | Condenado                     | Razón              | Condena |
| - | ----------------------------- | ------------------ | --- |
| 1 | Patricio Tombolini (PRSD)     | Autor de cohecho   | - 3 años y un día de prisión efectiva. - Multa de 36 millones de pesos. - Inhabilitación perpetua para ejercer cargos públicos. |
| 2 | Carlos Filippi                | Autor de cohecho   | - 2 años de reclusión nocturna. - Multa de 56 millones de pesos. - Inhabilitación perpetua para ejercer cargos públicos.        |
| 3 | Cristián Pareto (DC)          | Autor de cohecho   | - 541 días de pena remitida. - Multa de 20 millones de pesos. - Inhabilitación perpetua para ejercer cargos públicos.           |
| 4 | Jaime Jiménez (DC)            | Coautor de cohecho | - 541 días de pena remitida. - Multa de 20 millones de pesos. - Inhabilitación perpetua para ejercer cargos públicos.           |
| 5 | Víctor Manuel Rebolledo (PPD) | Coautor de cohecho | - 300 días de pena remitida. - Multa de 30 millones de pesos. - Inhabilitación perpetua para ejercer cargos públicos.           |
| 6 | Gabriel Álamo                 | Coautor de cohecho | - 300 días de pena remitida. - Multa de 30 millones de pesos. - Inhabilitación perpetua para ejercer cargos públicos.           |
| 7 | Alejandro Chaparro            | Autor de cohecho   | - 21 días de pena remitida. - Multa de 1 millón de pesos. - 5 años y un día de inhabilitación para ejercer cargos públicos.     |
| 8 | Iván Sánchez                  | Coautor de cohecho | - 21 días de pena remitida. - Multa de 1 millón de pesos. - 5 años y un día de inhabilitación para ejercer cargos públicos.     |

El diputado Eduardo Lagos (PRSD) a quien el juez Aránguiz había condenado a 50 días de presidio remitido por el cargo de intento de cohecho en la arista del caso Denham, fue también absuelto por la Corte de Apelaciones de Rancagua.

## Absolución
El 10 de mayo de 2007, luego de cuatro años de declarada la condena inicial, la Corte Suprema, con fallo unánime, decide absolver de todos los cargos a Tombolini, incluyendo su inhabilitación para ejercer cargos públicos.
En 2008, por su parte, y pese a la condena anteriormente expuesta, Víctor Manuel Rebolledo retoma la actividad política, siendo elegido con una alta votación como miembro de la dirección nacional del PPD. Los años siguientes, no obstante, Rebolledo continuó estando implicado en otros casos de corrupción.